# Brug 2012
Brug 2012 is een vaste brug in Amsterdam-Oost, IJburg. Het is een van de langere bruggen in die wijk.
Ze is gelegen in het voet- en fietspad Dick Hilleniuspad aan vaste wal en de Oeverzeggestraat op IJburg. Ze vormt samen met brug 2011 en brug 2051 de directe verbinding van IJburg met Diemerpark in de Diemer Buitendijksche polder. De overspanning is circa 285 meter, terwijl slechts circa 65 meter open water wordt overspannen; de rest is riet- en grasland.
De gemeente besteedde de ontwerpen voor bruggen op en naar IJburg destijds uit aan diverse architectenbureaus. Zij kregen elk de opdracht mee met een bruggenfamilie te komen. Architect Jan Benthem van Benthem Crouwel Architekten kwam met een serie bruggen, die bekend werd onder de naam Buitenwater. De bruggen 2004, 2011, 2012, 2014, 2030, 2037, 2048, 2051 en 2125 behoren tot die familie.
De brug, steunend op jukken/pijlers heeft een door een reling gesplitst rijdek (voetgangers enerzijds, ander verkeer anderzijds). De metalen balustrades van de brug hellen enigszins naar binnen.

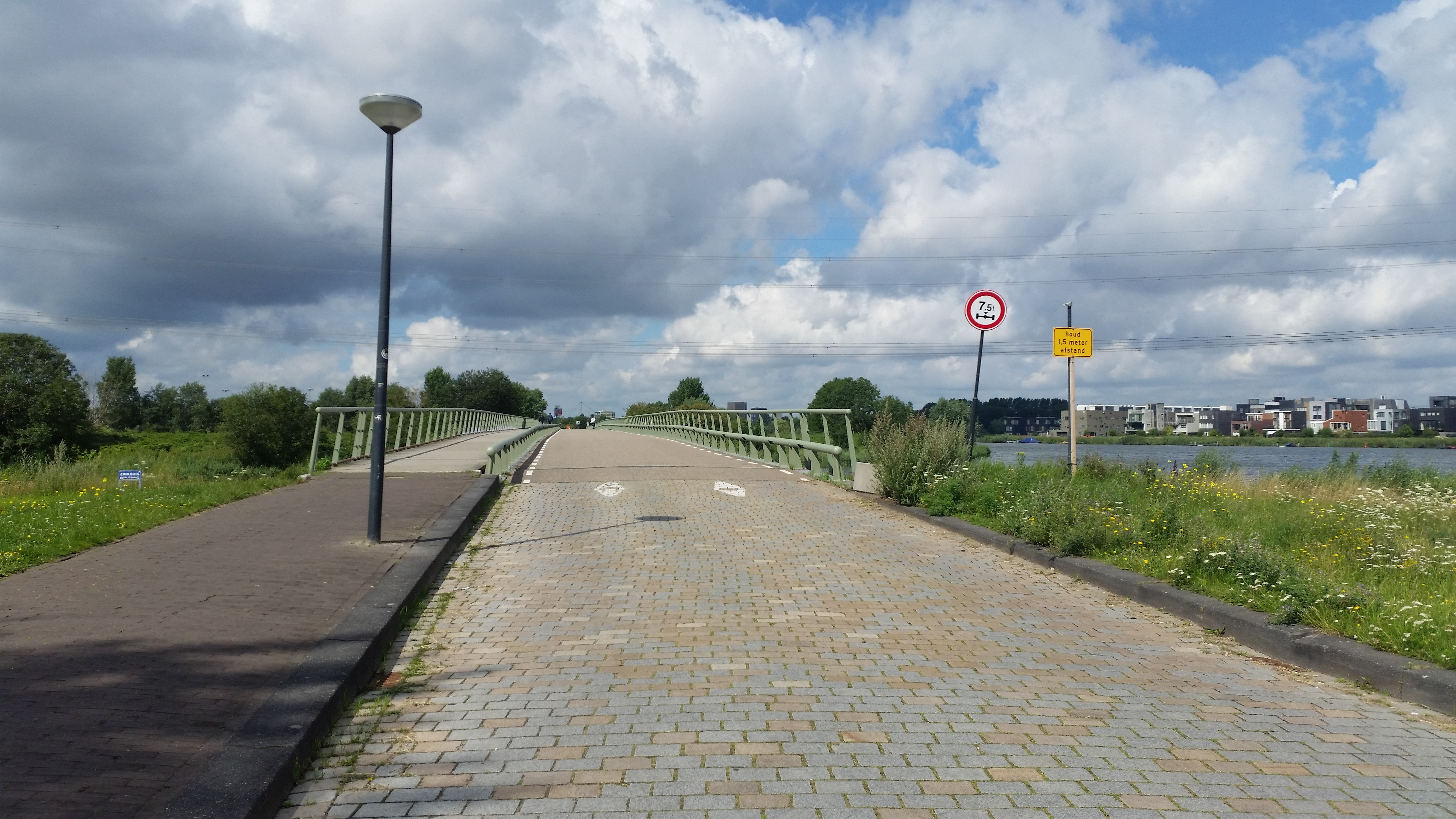
Brug 2012 (juli 2020)

<<< · 2000 · 2001 · 2002 · 2003 · 2004 · 2005 · 2006 · 2007 · 2008 · 2009 · 2010 · 2011 · 2012 · 2013 · 2014 · 2015 · 2016 · 2017 · 2018 · 2019 · 2020 · 2021 · 2022 · 2023 · 2025 · 2026 · 2027 · 2028 · 2029 · 2030 · 2031 · 2032 · 2033 · 2034 · 2035 · 2036 · 2037 · 2038 · 2039 · 2040 · 2041 · 2042 · 2043 · 2044 · 2045 · 2046 · 2047 · 2048 · 2050 · 2051 · 2054 · 2060 · 2080 · 2085 · 2086 · 2087 · 2088 · 2089 · 2090 · 2091 · 2092 · 2093 · 2094 · 2095 · 2096 · 2097 · 2098 · 2099
De overige brugnummers waren in januari 2022 (nog) niet bekend; de Uyllanderbrug ligt officieel in Diemen, maar heeft de Amsterdamse nummering 2007.